# Svend Brodersen
Svend Arvid Stanislaw Brodersen (* 22. März 1997 in Hamburg) ist ein deutscher Fußballtorwart.

## Karriere

### Verein
Der gebürtige Hamburger Brodersen fing bereits als Vierjähriger beim FC St. Pauli mit dem Fußballspielen an. Der Torwart wurde dort und beim Eimsbütteler TV fußballerisch ausgebildet.
Als 17-Jähriger stand er im April 2014 erstmals im Spieltagskader der ersten Mannschaft, ohne jedoch eingesetzt zu werden. Zur Regionalligasaison 2014/15 rückte Brodersen in den Kader der zweiten Mannschaft auf und avancierte in der Folgesaison zum Stammkeeper. Parallel dazu wurde er vom damaligen Cheftrainer Ewald Lienen fest in den Zweitliga-Profikader integriert.
Für die erste Mannschaft stand er nach Erhalt eines bis 2021 gültigen Profivertrags erstmals am 21. Spieltag der Zweitligasaison 2018/19 als Ersatz für den verletzten Robin Himmelmann in einem Pflichtspiel zwischen den Pfosten; St. Pauli verlor trotz starker Leistung seines Schlussmanns mit 1:4 in Köln.
Anfang Juli 2021 schloss sich Brodersen dem japanischen Erstligisten Yokohama FC an. Er stieß nach seiner Olympiateilnahme während der laufenden Saison 2021 zur Mannschaft. Für Yokohama stand er 16-mal in der ersten Liga im Tor. Am Ende der Saison 2021 belegte er mit dem Verein den letzten Tabellenplatz und musste somit in die zweite Liga absteigen. Am Ende der Saison 2022 feierte er mit Yokohama die Vizemeisterschaft der zweiten Liga und den Aufstieg in die erste Liga. Am Ende der Saison 2023 musste er mit Yokohama als Tabellenletzter wieder in die zweite Liga absteigen. Nach dem Abstieg und 64 Ligaspielen wechselte er im Januar 2024 zum Zweitligisten Fagiano Okayama. Am Ende der Saison 2024 belegte er mit Okayama den fünften Tabellenplatz und qualifizierte sich somit zu den Aufstiegsspielen zur ersten Liga. Hier konnte man sich im Finale gegen Vegalta Sendai durchsetzen und stieg somit in die erste Liga auf.

### Nationalmannschaft
Brodersen absolvierte alle drei Gruppenspiele bei der U20-WM 2017 in Südkorea; die Mannschaft unterlag anschließend im Achtelfinale der U20 Sambias. Für die deutsche U21 bestritt er unter Stefan Kuntz im November 2018 eine Halbzeit bei einem 3:0-Sieg in einem Freundschaftsspiel gegen die U21 der Niederlande.
Anfang Juli 2021 wurde Brodersen von Kuntz in den Kader der deutschen Olympiaauswahl für das Fußballturnier der Olympischen Sommerspiele 2021 berufen. Die deutsche Mannschaft schied nach der Gruppenphase aus. Brodersen kam wie der weitere Ersatztorwart Luca Plogmann hinter Florian Müller nicht zum Einsatz.

## Erfolge
Yokohama FC
- Japanischer Zweitligavizemeister: 2022  ▲

## Persönliches
In einer für den FC St. Pauli schwierigen finanziellen Situation erwarb Brodersens Vater für sich und seinen Sohn lebenslange Dauerkarten. Im Jahr 2015 schloss Svend erfolgreich seine Abiturprüfungen ab.